# Liste der Landschaftsschutzgebiete im Landkreis Bad Kissingen
Im Landkreis Bad Kissingen gibt es zwei Landschaftsschutzgebiete. (Stand: November 2018)

## Hinweise zu den Angaben in der Tabelle
- Gebietsname: Amtliche Bezeichnung des Schutzgebietes
- Bild/Commons: Bild und Link zu weiteren Bildern aus dem Schutzgebiet
- LSG-ID: Amtliche Nummer des Schutzgebietes
- WDPA-ID: Link zum Eintrag des Schutzgebietes in der World Database on Protected Areas
- Wikidata: Link zum Wikidata-Eintrag des Schutzgebietes
- Ausweisung: Datum der Ausweisung als Schutzgebiet
- Gemeinde(n): Gemeinden, auf denen sich das Schutzgebiet befindet
- Lage: Geografischer Standort
- Fläche: Gesamtfläche des Schutzgebietes in Hektar
- Flächenanteil: Anteilige Flächen des Schutzgebietes in Landkreisen/Gemeinden, Angabe in % der Gesamtfläche
- Bemerkung: Besonderheiten und Anmerkungen

Bis auf die Spalte Lage sind alle Spalten sortierbar.
| Gebietsname                                                                                      | Bild/Commons   | LSG-ID       | WDPA-ID | Wikidata  | Ausweisung | Gemeinde(n) | Lage     | Fläche ha | Flächenanteil                                                    | Bemerkung |
| ------------------------------------------------------------------------------------------------ | -------------- | ------------ | ------- | --------- | ---------- | ----------- | -------- | --------- | ---------------------------------------------------------------- | --------- |
| LSG Bayerische Rhön                                                                              | weitere Bilder | LSG-00563.01 | 396113  | Q59632925 | 1983       |             | Position | 96076,6   | Landkreis Bad Kissingen (56 %), Landkreis Rhön-Grabfeld (43,9 %) |           |
| LSG Höret und Zückberg in der Gemarkung Arnshausen, Stadt Bad Kissingen, Landkreis Bad Kissingen |                | LSG-00466.01 | 395974  | Q59633388 | 1992       |             | Position | 62,3      | Landkreis Bad Kissingen (100 %)                                  |           |